# Anomis definata
Anomis definata är en fjärilsart som beskrevs av Lucas 1894. Anomis definata ingår i släktet Anomis och familjen nattflyn. Inga underarter finns listade i Catalogue of Life.